# 二程遺書
二程遗书又称河南程氏遗书，是北宋程顥、程颐讲学的的语录，由其门人所记，后经朱熹综合编定。

## 歷史
程顥、程颐去世後，李葡、吕大临、谢良佐、游醒、苏晒、刘绚、刘安节、杨迪、周孚先、张绎、唐檬、鲍若雨、邹柄、畅大隐等人都收藏有二程語錄，不過這些人收藏的語錄各不相同，有的還已經遺失了。
乾道四年（1168年），朱熹根據各家收藏的二程語錄編輯成一本書，共二十五卷，又根據其他書中記載的二程經歷、年谱及大家所寫的悼詞並成一卷，附在书后。从第一卷到第十卷，只有少数条目下注明是來自程颐或程顥的言論，大多数没有说明是何人的言行。从第十一卷到第十四卷标明是程顥语录，从第十五卷到第二十五卷标明是程颐的语录。
明朝成化年间张绩等人出版二程遗书的刊本。四庫全書中也收錄了二程遗书。